# Per Gessle
Per Håkan Gessle (uttal [ˈɡɛ̂sːlɛ] ( lyssna)), född 12 januari 1959 i Halmstads församling i Hallands län, är en svensk popsångare, gitarrist och låtskrivare som sedan 1980-talet är en av Sveriges mest framgångsrika artister och låtskrivare.
Hemma i Sverige slog Gessle i början av 1980-talet igenom som sångare och frontfigur i popgruppen Gyllene Tider och tillsammans med Marie Fredriksson bildade han år 1986 popduon Roxette. Gruppen fick sammanlagt fyra av sina låtar på plats 1 på USA:s Billboardlista och kom att bli Sveriges största musikexportör åren 1988–1995. Under 2000-talets första decennium har Gessle haft framgångar också som soloartist, med album på både svenska och engelska. Därutöver har han under hela sin karriär skrivit låtar till en lång rad andra artister.

## Biografi och karriär

### Ungdom och debut

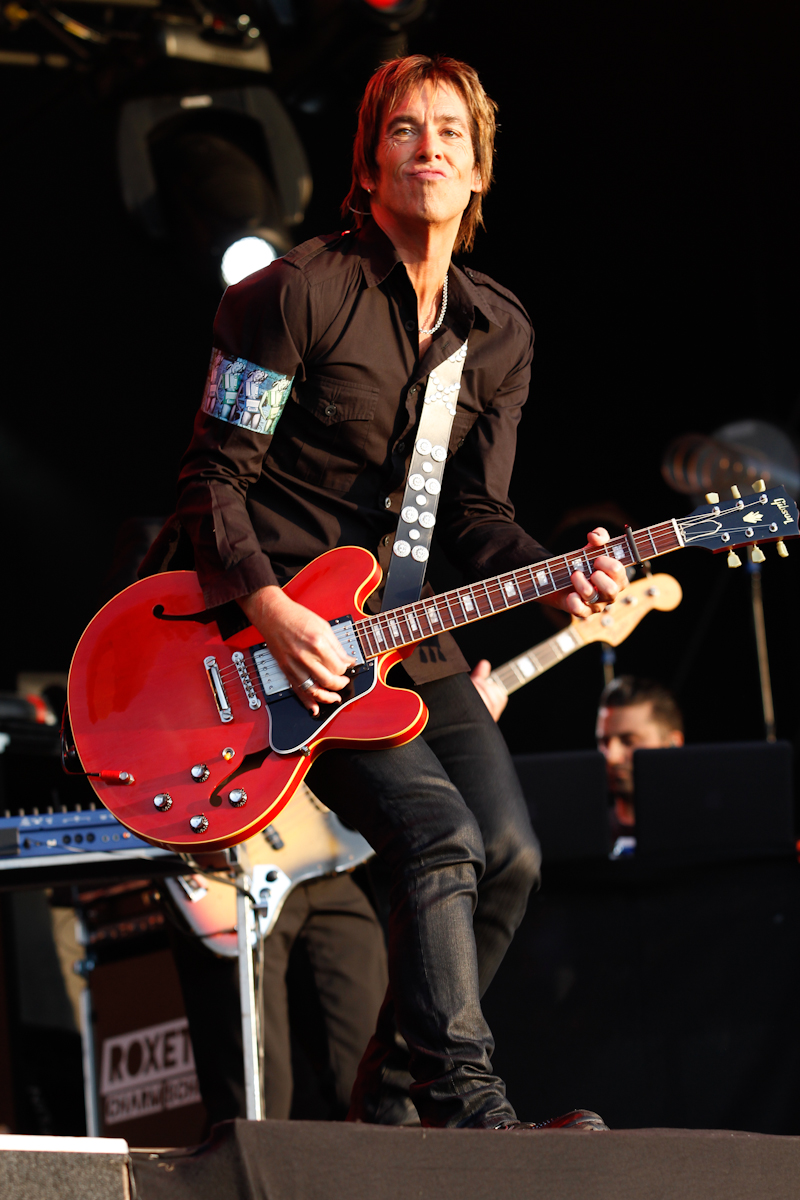
Per Gessle i Weert, Nederländerna, 9 juli 2011.

Per Gessle har alltid haft ett stort intresse för musik och ägde över 100 skivor redan innan han hade fyllt 10 år. Han skrev sin första låt "Symbol of the Autumn" redan som sjuåring men blev riktigt musikaliskt aktiv i tonåren. 1977 bildade han duon Grape Rock tillsammans med Mats "MP" Persson. Duon utvidgades året därpå till popgruppen Gyllene Tider.
Första skivan som Gessle spelade in med bandet var deras EP som kom ut i november 1978. Gyllene Tider fick skivkontrakt med svenska EMI, och Gessle och Mats Persson spelade redan i juli 1979 in en vinylsingel som bandet Peter Pop & The Helicopters. Låtarna på skivan hette "After School" och "Keep My Love Satisfied".

### Gyllene Tider och 80-talet
Gyllene Tider slog igenom med första singeln Flickorna på TV 2 som släpptes i december 1979 tillsammans med låten Himmel no.7. Den 18 februari 1980 kom Gyllene Tiders första LP ut och några dagar senare gick Flickorna på TV 2 upp på första plats på den svenska försäljningslistan. I december 1980 gick bandets tredje singel När vi två blir en upp på försäljningslistans första plats, där den stannade till april 1981. Gyllene Tiders andra studioalbum Moderna Tider släpptes i mars samma år och hade vid årets slut sålt i mer än 300 000 exemplar. I augusti 1982 släpptes det tredje albumet Puls och bandet var en av Sveriges i särklass populäraste popgrupper.
I april 1983 gav Gessle ut sitt första soloalbum, Per Gessle. Albumet var ett sidoprojekt till Gyllene Tider och spelades in medan de andra medlemmarna i gruppen var inkallade för militärtjänstgöring. Soloalbumet skilde sig musikaliskt från Gyllene Tider då Gessle ville visa en mer seriös sida av sig själv och låtarna påminde därför lite mer om Ulf Lundell och John Holm än Gyllene Tiders tonårsinriktade pop.
I februari 1984 släppte Gyllene Tider det engelskspråkiga albumet The Heartland Café som dock inte blev någon större framgång. Efter ett bandmöte i mars 1985 splittrades Gyllene Tider, och Gessle gav ut sitt andra soloalbum, Scener, i oktober samma år. Några av låtarna på albumet spelades in före bandets uppbrott och byggde vidare på den stil som Gessle hade etablerat på sitt första soloalbum. Efter splittringen kände han sig tvungen att inkludera en annan typ av låtar, då han nu bara hade sin solokarriär. Scener sålde dock dåligt och Gessles framtid som artist blev plötsligt mycket osäker.
I mitten av 1980-talet fick Gessle dryga ut sin kassa genom att skriva hela låtar eller enbart texter till andra artister och grupper, till exempel "Segla på ett moln" åt Anne-Lie Rydé, "Stjärnhimmel" åt Elisabeth Andreassen,  "Krig" och "Mellan raderna (kom till mig)" åt Monica Törnell. Gessle skrev även "Kärleken är evig" som Lena Philipsson tävlade med i den svenska Melodifestivalen 1986, där melodin slutade på andra plats. Sommaren 1985 stod Gessle på scen tillsammans med Marie Fredriksson, Lasse Lindbom och Mats MP Persson under namnet Exciting Cheeses, och spelade akustiska låtar, bl.a ANC-galan och på Visfestivalen i Västervik.

### Roxette-genombrottet och 90-talet

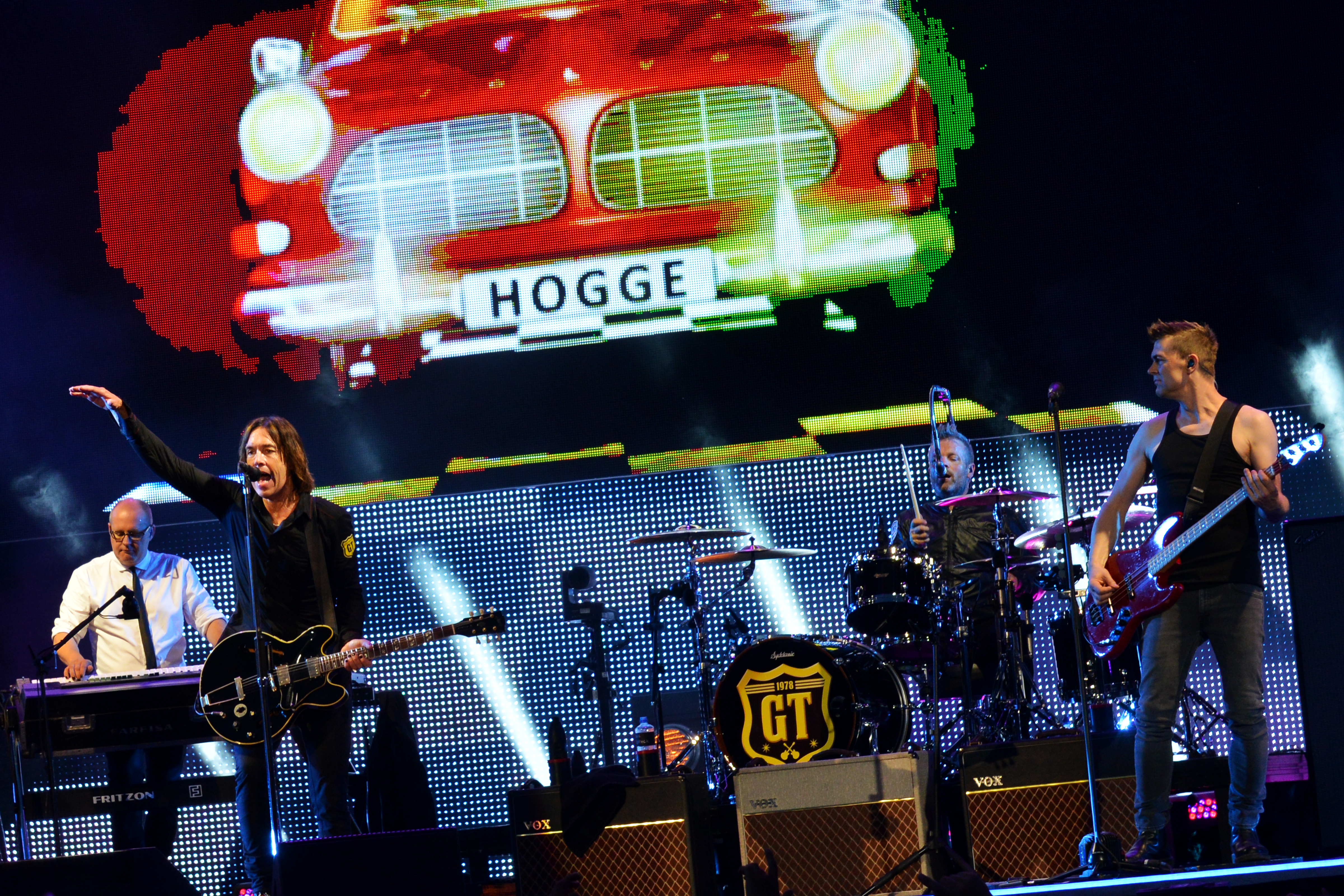
Per Gessle med Gyllene Tider i Linköping under turnén "dags att tänka på refrängen".

Gessle spelade 1986 in låten Neverending love, tillsammans med väninnan Marie Fredriksson. Duon kallade sig Roxette, samma namn Gyllene Tider använde när de försökte lansera sig utomlands. Singeln blev en sommarhit och under hösten 1986 kom debuten Pearls of Passion. Roxette medverkade sedan på ”Rock runt riket” turnén och avslutade året 1987 med att ge ut julsingeln It must have been love (Christmas for the broken hearted). 
I oktober 1988 släpptes albumet Look sharp! och Roxette gav sig ut på sin första egna turné Look Sharp! Tour. Albumet blev en stor succé i Sverige. Turnén blev utsåld och före årets sista spelning på Olympen i Lund den 18 december hade Look Sharp! sålt i över 300 000 exemplar. Men skivbolagen utomlands var ointresserade.  
En amerikansk utbytesstudent åkte hem till Minneapolis och lämnade över sitt exemplar av skivan till en radiostation och öppningslåten The Look blev snabbt en radiohit i USA. Roxettes amerikanska skivbolag gav ut The Look i januari 1989, och den åttonde april toppade singeln den amerikanska singellistan Billboard Hot 100. De enda svenskar som tidigare hade lyckats med denna bedrift var Björn Skifs och Abba. Innan året var slut hade The Look legat etta på över tjugo singellistor världen över. Under hösten blev Listen to your heart bandets andra singeletta i USA. Samtidigt firade Gyllene Tider 10 år med att ge ut ett samlingsalbum Instant Hits, som innehöll sex nyinspelade låtar under gruppnamnet Pers Garage.
En omarbetad version av It must have been love hamnade på soundtracket till filmen Pretty Woman. Låten blev 1990 en stor hit världen över. I USA blev den Roxettes tredje listetta 13 juni på Billboard Hot 100. Under slutet av året färdigställdes deras tredje studioalbum, Joyride.
Roxettes popularitet nådde sin topp med Joyride som släpptes i början av 1991. Titellåten toppade den amerikanska Billboardlistan och även den svenska singellistan för första gången. Albumet, som låg etta i Tyskland i över fyra månader, sålde i över tio miljoner exemplar och Roxette gjorde över hundra konserter på ”Join the Joyride World Tour”. Totalt 315 000 personer såg elva konserter i Sydamerika.
1992 gav Roxette ut Tourism, med livelåtar och studiospår inspelade under världsturnén. Singeln  How do you do! blev en hit i Europa men Roxettes amerikanska skivbolag var inte intresserade av att marknadsföra albumet. Skivan blev dock bland annat etta i Tyskland och tvåa i England. 
Roxette blev det första bandet från ett icke engelskspråkigt land som förärades med en egen ”MTV Unplugged”-show. Konserten spelades in på Cirkus i Stockholm i januari 1993. Senare under året fick Roxette en hit med Almost unreal, från soundtracket till filmen Super Mario Bros.
I april 1994 släpptes Crash! Boom! Bang!. Albumet hamnade topp tre i bland annat Tyskland och England men floppade i USA. Ett avtal med McDonalds hade förstört marknaden med att sälja 1 miljon exemplar av en bantad version av albumet, Favorites from Crash! Boom! Bang!, i USA innan det officiella släppet. Under hösten begav sig bandet ut på Crash! Boom! Bang! World Tour. I februari 1995 spelade bandet i Peking, och fick kritik får att uppträda i en diktatur, och efter att världsturnén avslutades i Moskva i maj 1995, hade Roxette ett längre uppehåll. Roxette gav ut samlingsalbumet Don't Bore Us, Get to the Chorus som innehöll fyra nya låtar, där singeln You Don't Understand Me skrevs tillsammans med Desmond Child. Låten She Doesn't Live Here Anymore spelades in med merparten av medlemmarna från Gyllene Tider. 
Under pausen ägnade sig Gessle åt flera olika projekt. Gyllene Tider spelade in nya låtar till ett samlingsalbum, som blev en stor framgång sommaren 1995. I juni 1996 gav Gyllene Tider ut ytterligare en EP, med låtarna Gå & Fiska!, och Juni, juli, augusti, och åkte ut på en sommarturné kallad Återtåget!, som blev Skandinaviens största någonsin, med drygt 323 000 åskådare.
I början av 1996 gav Gessle också ut ett album med gruppen The Lonely Boys, som han bildade tillsammans med Wilmer X-sångaren Nisse Hellberg. The Lonely Boys var dock aldrig tänkt som något annat än ett mindre sidoprojekt. 
1997 släppte Gessle sitt tredje soloalbum, tolv år efter Scener. Albumet The World According to Gessle var på engelska och tre av låtarna från det blev hits i Sverige. The World According to Gessle hade knappast några likheter med de två tidigare soloalbumen, utan bestod till stor del av den sortens powerpop som är typisk för Gessle, med enkla och starka refränger. Även om produktionen var modern fick många av låtarna en ljudbild som är inspirerad av den musik som Per Gessle lyssnade på under 1970-talet.  
Roxette kom tillbaka efter en längre paus, och spelade under 1998 in nästa album Have A Nice Day i Marbella, och de fick en stor hit i Europa och Sydamerika med Wish I Could Fly 1999.

### 2000-talet
Roxette släppte albumet Room Service 2001 och en Europaturné följde. Men i september 2002 meddelades det att Marie Fredriksson drabbats av hjärntumör och duon fick hastigt avbryta planerna på en ny Europaturné och andra nya projekt.
I juni 2003 gav Per Gessle ut sitt fjärde soloalbum, Mazarin, på svenska. Albumet fick strålande recensioner och blev en stor kommersiell framgång med 240 000 sålda exemplar. "Här kommer alla känslorna", "På promenad genom stan" och "Tycker om när du tar på mig" blev hits från albumet. Gessle hade inte räknat med en dylik succé och hade inte planerat för någon turné. En sommarturné fick dock snabbt dras ihop som sågs av 157 000 åskådare.
2004 återförenades Gyllene Tider igen och gav ut det helt nya albumet Finn 5 fel! Jubileumsturnén "GT 25" blev Skandiaviens största turné genom tiderna med sammanlagt 492 252 åskådare. Den största spelningen ägde rum på Ullevi i Göteborg med närmare 60 000 besökare. Kvällstidningarna ägnade minst en sida varje dag åt turnén. Den bästa spelningen blev den på Idrottsparken i Norrköping, enligt bandet själva.
I november 2005 släppte Per Gessle sitt femte soloalbum under artistnamnet Son of a Plumber, Gessles far Kurt var rörmokare. Ett dubbelalbum på engelska där Gessle visade upp ännu en ny sida. Gessles syfte med albumet var att få återupptäcka sina musikaliska rötter; låtar som ljudmässigt var präglade av den musik han hörde på radion i början av 1970-talet. Gessle tog återigen kontakt med Clarence Öfwerman och Christoffer Lundquist som han jobbat med tidigare. Singlarna "Jo-Anna Says" och "Hey Mr. DJ (Won't You Play another Love Song?)" spelades flitigt i svensk radio.
I juni 2006 spelade Roxette in två nya låtar till The Rox Box, ett samlingsboxalbum som släpptes i oktober samma år, i samband med att gruppen firade tjugoårsjubileum. Singeln "One Wish" hamnade på flera topplistor i Europa, och blev tvåa på Sverigetopplistan. 
I juni 2007 gav Per Gessle ut sitt femte soloalbum och fjärde på svenska, som hette En händig man. Singlar från albumet var titelspåret "En händig man" samt "Jag skulle vilja tänka en underbar tanke". Albumsläppet följdes av en sommarturné, Per Gessle, en händig man på turné 2007. Turnén sågs officiellt av 128 000 personer.
I slutet av november 2008 släpptes Per Gessles tredje soloalbum på engelska. Albumet var först tänkt som en fortsättning på konceptet Son of a Plumber, men blev istället ett Per Gessle-album och fick namnet Party Crasher. Låtarna på albumet var inspelat med mestadels syntar och trumloopar. Den första singeln från albumet, "Silly Really", släpptes den 29 oktober 2008. Våren 2009 hade Gessle en kortare klubbturné i Europa, "The Party Crasher Tour", tillsammans med trumslagaren Pelle Alsing, Clarence Öfwerman på keyboards, sångerskan Helena Josefsson, gitarristen Christoffer Lundquist samt basisten Magnus Börjeson. Livealbumet Gessle Over Europe släpptes i oktober 2009.

### Roxette återförenas
Under en spelning, med Per Gessles The Party Crasher Tour i Amsterdam den 6 maj 2009, dök plötsligt Marie Fredriksson upp till publikens förvåning, och sjöng på låtarna "It Must Have Been Love" och "The Look". Detta ledde till Roxettes återförening och de spelade tillsammans igen med turnépaketet Night of the Proms hösten och vintern 2009 i Belgien, Nederländerna och Tyskland. Ytterligare några spelningar sensommaren 2010 förberedde Roxette, när de släppte sitt åttonde studioalbum Charm School den 11 februari 2011. Detta ledde till en världsturné, som startade den 28 februari 2011 i Kazan, och pågick under 1,5 års tid med 140 shower som sträckte sig över alla sex kontinenter.
Efter denna långa turné släppte Roxette albumet Travelling tillsammans med en dokumentär som filmats under turnén. Dokumentären hade premiär på SVT i december 2012.

### Gyllene Tider-återförening och filmmusik
Den 16 januari 2013 meddelades att Gyllene Tider skulle återförenas och åka runt och spela i Sverige kommande sommar. Albumet Dags att tänka på refrängen släpptes och låg etta på albumlistan under många veckor. En turné och ett samlingsalbum Soldans på din grammofon släpptes i anslutning till turnén. 2013 släppte Gessle även filmmusiken till Jonas Åkerlunds film Small Apartments.

### Per Gessle Archives, och nya soloalbum
Den 24 september 2014 släppte Per Gessle ett samlingsalbum kallat Per Gessle Archives. Samlingen innehöll 10 CD-skivor och en LP med demos och outgivet material från hela Gessles karriär samt tidiga versioner av Roxette-låtar och demoinspelningarna som låg till grund för soloalbumen ”Mazarin” och ”En händig man”. Boxen innehöll även två separata böcker med ett urval av Per Gessles sångtexter, samt intervjuer fokuserade på låtskrivandet.
I juni 2016 släppte Roxette Good Karma, som blev det sista studioalbumet med Marie Fredriksson.
I april 2017 släppte Per Gessle det första av två soloalbum som hade spelats in i Blackbird studios i Nashville. På omslaget till En vacker natt fanns en bild på hans syster Gunilla. På uppföljaren, En vacker dag, som släpptes i september samma år, fanns en bild på hans mor Elisabeth. Singeln Småstadsprat, var en duett med Lars Winnerbäck, och Far Too Close var en duett med Country-sångerskan Savannah Church. På uppföljaren fanns låten Det är vi tillsammans, som var en duett med John Holm, och låten Känns som första gången, sjöngs tillsammans med Linnea Henriksson. 
I september 2018 släpptes albumet Small Town Talk, där sju av låtarna, tagna från de båda Nashville-inspelade albumen, var översatta med engelsk text av Sharon Vaughn. Winnerbäcks sång i titelspåret var ersatt av Nick Lowe. Albumet innehöll även några tidigare outgivna låtar som Ruby & Me där Gessle sjöng tillsammans med den brittiska sångerskan Jessica Sweetman. Även en nyinspelad version av Roxette-låten No One Makes It on Her Own fanns med på albumet.

### Mono Mind
Gessle hade i fantasin skapat det fiktiva syntpop bandet Mono Mind. I september 2016 släpptes första låten Sugar rush. Mono Mind, bestående av de fiktiva medlemmarna Dr Robot (Per Gessle), Cooky Carter (Helena Josefsson), Rain Davis (Clarence Öfwerman) and Bright Jones (Christoffer Lundquist) släppte sedan tre singlar utomlands som placerade sig högt på klubb- och radiolistor i USA och Frankrike. I USA inkluderade framgången en prestigefylld sex veckor lång förstaplacering på danslistan i radiobranschens tidning AllAccess.com och ettor på såväl iTunes Electronica som Amazon Electronica. I Frankrike nominerades Mono Mind dubbelt i NRJ DJ Awards 2018, som "Årets grupp" och för "Årets klubbhit." 12 januari 2019 släpptes albumet Mind Control.

### 2020-talet
Den 28 februari 2020 släpptes singeln Around the Corner (The Comfort Song), som var en hyllning till Marie Fredriksson, och blev färdigskriven av Gessle dagen efter hon avlidit.I november 2020 släpptes albumet Gammal kärlek rostar aldrig, som innehöll akustiska nyinspelningar av låtar som Gessle hade skrivit åt andra artister, och några äldre tidigare outgivna låtar från hans arkiv. Uno Svenningsson sjöng på låten Du kommer så nära (du blir alldeles suddig).
I december 2020 genomförde Per Gessle en akustisk nytolkning av sina största hits i TV4-programmet Late Night Concert. Inspelningen blev efter sändning tillgänglig som album genom streaming, CD och LP under januari 2021. Den 21 januari 2022 släpptes singeln Bara få höra din röst tillsammans med Uno Svenningsson. Singeln producerades och arrangerades av Svenningssons son Mark Bihli. 
I oktober 2022 släppte Gessle studioalbumet Pop-Up Dynamo under namnet PG Roxette. Själva idén med PG Roxette var enligt Gessle att förvalta arvet från Roxette på olika sätt - dels att bygga vidare på det klassiska Roxette-soundet, men också att testa samarbeten med nya röster, artister, låtskrivare och producenter som kunde tillföra nya idéer. Gessle delade sången med Helena Josefsson och Dea Norberg, båda två sedan länge medlemmar i Gessles utbyggda, musikaliska familj. Fyra månader efter släppet av albumet släpptes en EP Incognito, där Gessle hade skrivit musiken tillsammans med bl.a. David Guetta.
2023 var det dags för Gyllene Tider igen att turnera och bandet släppte även albumet Hux Flux. 26 februari 2024 släppte Gessle singeln Beredd som var en duett med Molly Hammar. Låten var från ett kommande album som skulle släppas på hösten 2024.
27 mars 2024 spelades SVT-programmet Tack för musiken! in tillsammans med programledaren Niklas Strömstedt och sändes senare under våren.
Den 6 september 2024 hade musikalen Joyride the Musical världspremiär på Malmö Opera. Manuset på den nyskrivna musikalen byggde på den engelska författaren Jane Fallons roman Got you back från 2008.
Albumet Sällskapssjuk innehöll 13 spår varav nio var duetter med bland andra Lena Philipsson, Albin Lee Meldau, Lisa Miskovsky och Amanda Ginsburg, och släpptes den 25 oktober 2024.
På midsommarafton den 20 juni 2025, mitt under den pågående turnén med Roxette, släppte Gessle två nya låtar som singel. ”Henrys gitarr” och ”Boken om mitt liv” spelades in i The Sweetspot-studio i Harplinge hos ljudteknikern Staffan Karlsson, ihop med basisten Gicken Johansson och trummisen Magnus Helgesson.  

## Privatliv och företagande
Per Gessle är son till rörentreprenören Kurt Gessle (1917–1978) och konstnären Elisabeth Gessle, född Larsson (1925–2013). Han är sedan 21 augusti 1993 gift med Åsa Gessle, född Nordin (född 1961). Tillsammans har de sonen Gabriel Titus (född 1997). Gessle är ägare till flera lönsamma företag som har koppling till hans egen verksamhet som artist och kompositör. Dessutom är han delägare i Hotel Tylösand som ligger utanför Halmstad.
Per Gessle är också en stor supporter av fotbollsklubben IS Halmia.

## Piratkopiering
Gessle har ett flertal gånger offentligt tagit ställning mot piratkopiering (april 2005 och november 2008). Den 30 november 2005 rapporterade Aftonbladet att Gessle inför arbetet med Son of a Plumber fört över 9 000 låtar från sin skivsamling till iPods som han senare gav till sina musikerkollegor. Jurister på IFPI menade att brottet kunde ge böter och fängelse upp till två år. Gessle kallade dock tillbaka spelarna.

## Priser och utmärkelser
- 1988 – Grammis för Look Sharp! i kategorin "Årets kompositör"[79]
- 2003 – Grammis som "Årets artist"[79]
- 2003 – Grammis för "Här kommer alla känslorna (på en och samma gång)" i kategorin "Årets låt"[79]
- 2003 – Grammis  för Mazarin i kategorin "Årets pop, manlig"[79]
- 2003 – Grammis som "Årets kompositör"[79]
- 2003 – Rockbjörnen som "Årets svenska manliga artist"[80]
- 2003 – Rockbjörnen för Mazarin i kategorin "Årets svenska album"[80]
- 2003 – Rockbjörnen för "Här kommer alla känslorna (på en och samma gång)" i kategorin "Årets svenska låt"[80]
- 2003 – H.M. Konungens medalj, 8:e storleken i högblått band[81]
- 2004 – Platinagitarren
- 2005 – Lisebergsapplåden[82]

## Diskografi

### Studioalbum
- 1983 – Per Gessle
- 1985 – Scener
- 1997 – The World According to Gessle
- 2003 – Mazarin
- 2005 – Son of a Plumber
- 2007 – En händig man
- 2008 – Party Crasher
- 2017 – En vacker natt
- 2017 – En vacker dag
- 2018 – Small Town Talk
- 2020 – Gammal kärlek rostar aldrig
- 2024 – Sällskapssjuk

### Samlingsalbum
- 1992 – På väg, 1982–86 (box)
- 1993 – Hjärtats trakt
- 1997 – Hjärtats trakt - en samling
- 2007 – Kung av sand - en liten samling 1983-2007

### Livealbum
- 2009 – Gessle over Europe
- 2021 – Late Night Concert[56]

### The Lonely Boys
- 1996 – The Lonely Boys

### Mono Mind
- 2019 – Mind Control